# 皮薩河 (納雷夫河支流)
53°13′49″N 21°52′20″E / 53.2303°N 21.8723°E

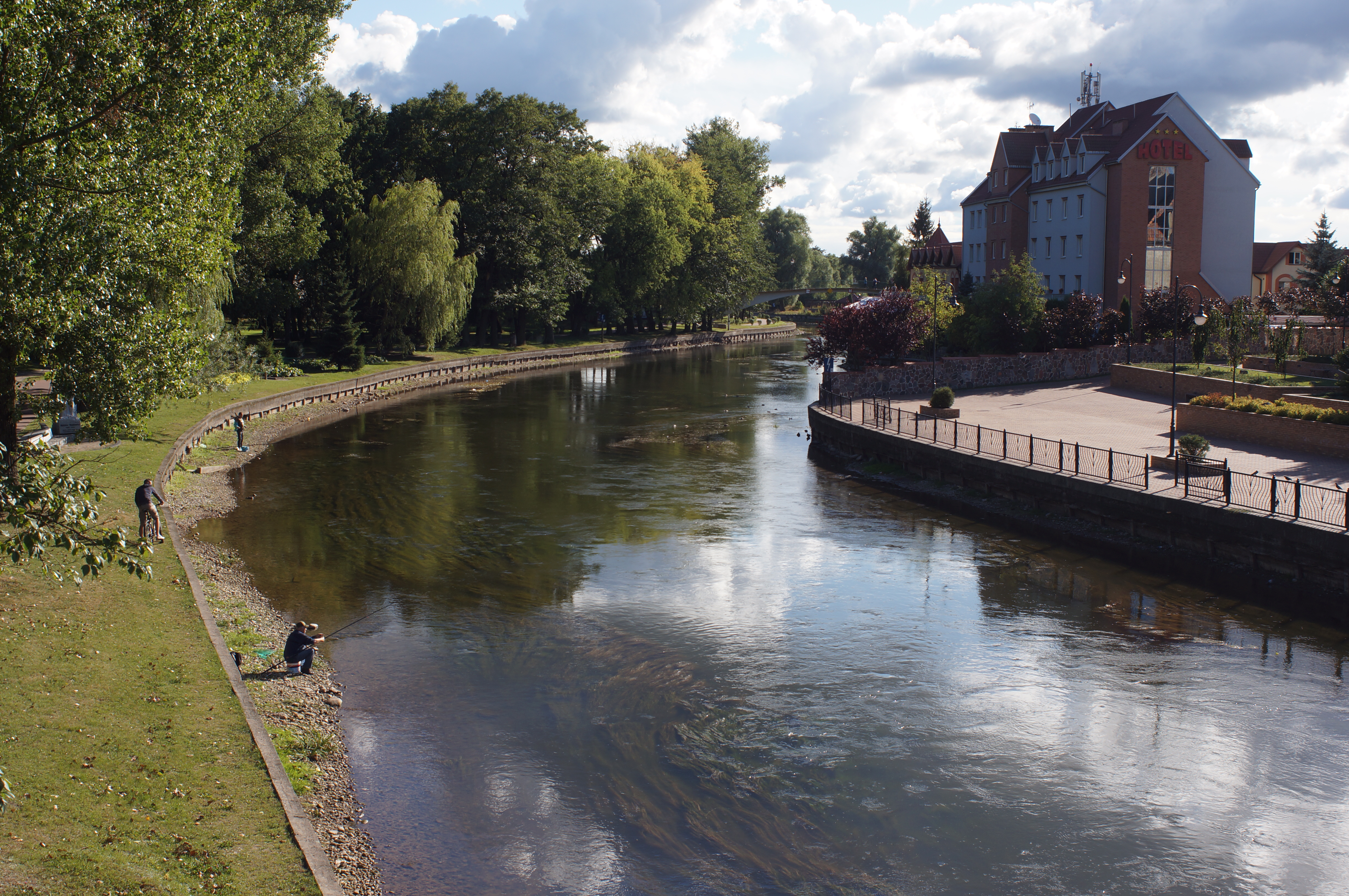

皮薩河是波蘭的河流，位於該國東北部，處於瓦爾米亞-馬祖里省，屬於納雷夫河的支流，河道全長82公里，流域面積4,510平方公里，發源自皮什。